# Апшоу, Оррин
Оррин Томас Апшоу (англ. Orrin Thomas Upshaw; 23 июля 1874, Пеория, Иллинойс — 15 августа 1937, Сент-Луис, Миссури) — американский перетягиватель каната, серебряный призёр летних Олимпийских игр 1904 года.
На Играх 1904 года в Сент-Луисе Апшоу входил в состав второй команды США, которая заняла второе место и выиграла серебряные медали.